# Scordyliodes liturata
Scordyliodes liturata là một loài bướm đêm trong họ Geometridae.